# Piána
Pour les articles homonymes, voir Piana (homonymie).
Piána (grec moderne : Πιάνα) est une localité située dans le dème de Tripoli, dans le district régional d'Arcadie, dans la périphérie du Péloponnèse, en Grèce.
Selon le recensement de 2021, elle compte 57 habitants.